# Rubus boninensis
Rubus boninensis är en rosväxtart som beskrevs av Gen-Iti Koidzumi. Rubus boninensis ingår i släktet rubusar, och familjen rosväxter. Inga underarter finns listade i Catalogue of Life.